# Irurtzun
Irurtzun è un comune spagnolo di 2 175 abitanti situato nella comunità autonoma della Navarra.

Il comune venne creato nel 1996 come distaccamento da Arakil.
È situato a 470 metri s.l.m. e a distanza di 20 km da Pamplona fra le Sierre di Sustregi e di Aralar dove la strada proveniente da Pamplona si biforca nella strada per San Sebastián e in quella per Vitoria. Il paese è caratterizzato dal passo di Bi Aizpe, detto in castigliano dei Dos Hermanos, fra due roccioni calcarei, la cui immagine simbolo del paese campeggia nello stemma municipale, e sono palestra per gli sportivi scalatori.
La sua economia si basa sull'attività agropastorale, sul commercio, sui servizi e su due industrie di buone dimensioni.
In documenti antichi il suo toponimo è scritto con la Y: Yrurzun.

## Storia
Vicino alle rocce di Bi Aizpeci fu nel Medio Evo un castello chiamato Aycitache faceva parte swlla cintura difensiva creata dai re di Navarra per difendersi dalle incursioni dei Francesi, Aragonesi e Castigliani. Questo castello, non si sa quando e in quale occasione venne distrutto e non rimangono tracce.
Nel 1429-30 partecipò alla guerra contro la Castiglia che mise a dura prova il suo sistema difensivo. Nel 1512 le truppe castigliane al comando del Duca d'Alba entrarono in Navarra passando da Irurtzun e occuparono Pamplona. Grazie alla sua posizione geografica fiorì un suo mercato che si teneva con frequenza mensile, che divenne quindicinale nel 1792.
Nel 1789 le truppe spagnole furono costrette dalle truppe francesi a ritirarsi ad Irurtzun, che fu poi occupata nel 1835 dalle truppe carliste. La costruzione nel 1865 della strada reale fra Pamplona e Alsasuna passando per Irurtzun favorì la crescita del paese e del mercato che diventò il più importante mercato di bestiame del Nord della Spagna. 
La costruzione della linea ferroviaria fra Pammplona e San Sebastian con l'arrivo del treno a Irurtzun portò nuova vita al paese che raggiunse l'apice della sua economia fra il 1925 e 1936. Alla fine del XIX secolo e all'inizio del XX il paese s'ingrandì e accanto alle vecchie case se ne costruirono di nuove a più piani.
Nel 1920 si fondò la Cooperativa Agricula - Caja Rural.
Nel 1929 la linea ferroviaria Pamplona - San Sebastian cominciò a rivelarsi deficitaria e nel 1953, a seguito di una inondazione che distrusse alcune parti del suo tracciato, non la si rimise in efficienza e il servizio fu definitivamente abbandonato.
Nel 1945 il mercato del bestiame e delle merci diventò settimanale e ancora oggi si tiene il martedì di ogni settimana. 
Nel 1959 si iniziò la prima modesta industrializzazione e nel 1992 si ebbe il distacco fra Irurtzun e Araquil. 
Dà un'idea dello sviluppo del paese questa successione di dati demografici: nel 1800 il paese era costituito da 120 persone e 20 case, nel 1946 gli abitanti diventarono 483 per passare a 606 nel 1960, a 1372 nel 1970, a 1939 nel 1981 e ai 2175 di questi ultimi anni.

## Monumenti e luoghi d'interesse
Irurtzun è la chiave di accesso alla Valle di Arakel un territorio tipicamente basco di montagna. La cittadina conserva casonas e caserios risalenti ai secoli XVIII e XIX. Il ponte sul fiume Larraun è stato più volte modificato, sicché risulta una mescolanza di stili. Perfettamente conservato è invece il Ponte medievale.
L'Ermita de la Trinidad de Ergá è del XVIII secolo, la Iglesia de San Martín gotica è della fine del XIX secolo, la Casa de Cultura occupa un'antica chiesa romanica del XIII secolo. L'Ayuntamiento, terminato nel 1992, curiosamente ospita contemporaneamente due sedi municipali: quella di Irurtzun e quella di Araquil che in quell'anno si divisero.

## Feste
Oleutzero è una maschera che rappresenta un carbonaio che viene dalla montagna il 24 dicembre per celebrare il Natale e gira per le strade cantando antiche canzoni popolari accompagnato dalla musica di una fanfara.
Reyes è la tradizionale Cabalcata che si tiene in quasi tutte le città e paesi della Spagna il 5 gennaio e accompagna la venuta dei Re Magi. La feta di Santa Agada è legata alla patrona di Catania dove Sant'Agata fu martirizzata tagliandole il petto e, secondo la tradizione, in quel giorno ebbe inizio un'eruzione dell'Etna che distrusse Catania. È considerata la protettrice dagli incendi e dalle malattie del petto delle donne. Il giorno 4 febbraio si celebrano i riti religiosi seguiti poi dalla festa popolare. le Fiestas Patronales dutrano 6 giorni in maggio durante i quali dopo le messe solenni ci si abbandona a balli nella piazza del paese, canti, danze e concorsi vari. La festa di San Martin si svolge l'11 di novembre: in questa occasione la gente, seguendo un'antica tradizione, corre per le strade portando bastoni di legno e fermandosi davanti alle case per cantare aspettando poi che i canti vengano remunerati con l'offerta di qualche cibaria. 
Si svolgono durante l'anno due romerias, cioè pellegrinaggi al santuario della Trinidad de Erganell'ultima domenica di maggio e alla chiesa di san Miguel nella prima domenica di giugno, che, secondo la tradizione di tutta la Spagna, accompagnano alla festa religiosa quella profana.